# 行政院人事行政總處公務人力發展中心
行政院人事行政總處公務人力發展中心（簡稱人力中心）是曾隸屬行政院人事行政總處的政府機構，負責行政院所屬中高階公務人員之在職訓練和人事人員訓練。前身為成立於1968年的「行政院人事行政局公務人員訓練班」。2017年，公務人力發展中心與人事行政總處地方行政研習中心合併成立公務人力發展學院。

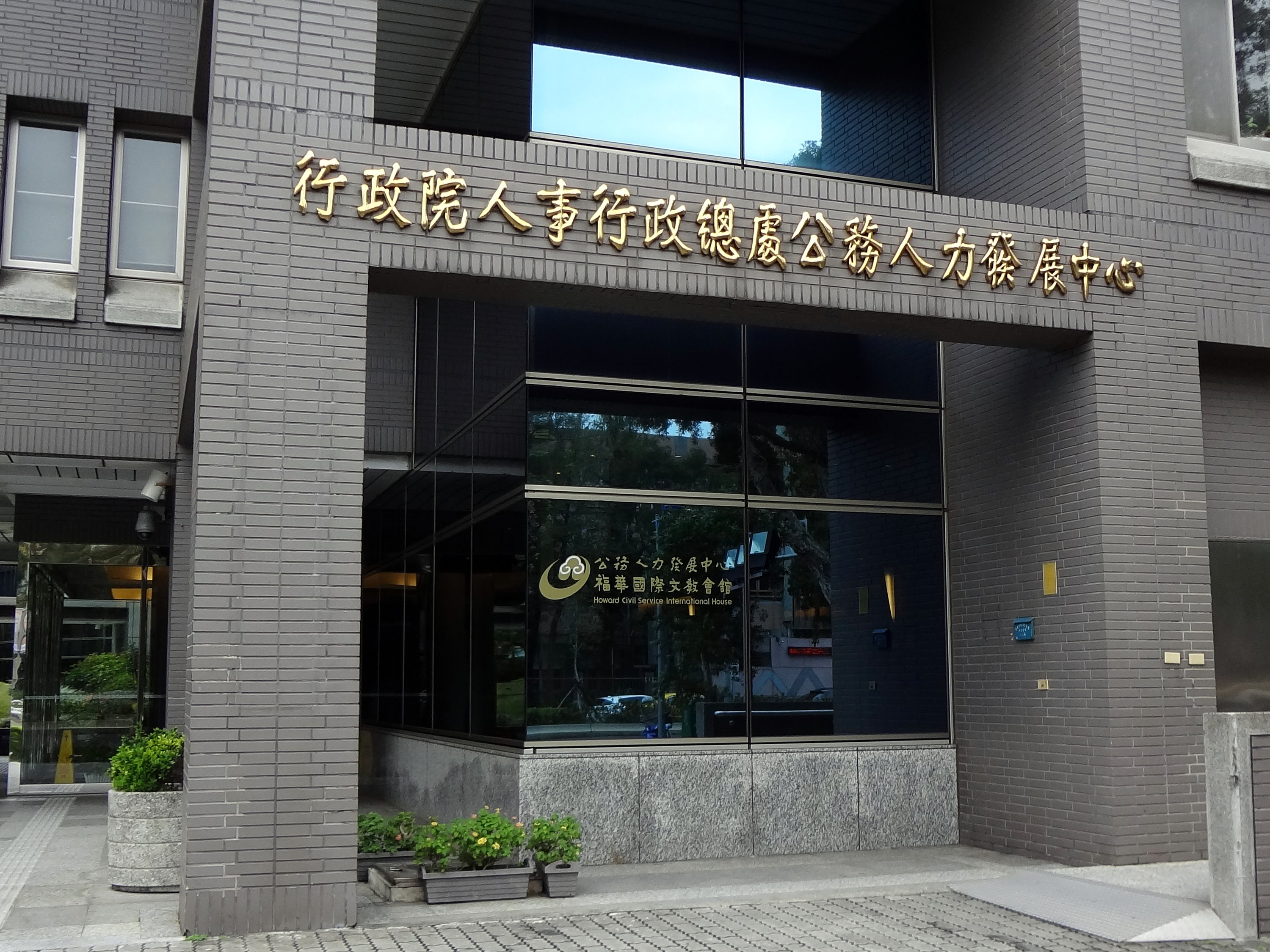
公務人力發展中心福華國際文教會館

## 沿革
- 1968年2月，行政院人事行政局以該局「訓練委員會」之員額獲得行政院核准以任務編組方式設置「行政院人事行政局公務人員訓練班」，創辦初期係租用臺北市金華街國立政治大學公共行政及企業管理教育中心3樓部分房舍為班址，班主任由局長兼任，當時僅有2間教室[1]。
- 1972年，公務人員訓練班遷至臺北市新生南路。
- 1996年1月22日，行政院人事行政局成立「行政院人事行政局公務人力發展中心」，核定於臺北市新生南路公務人員訓練班原址併同國防部撥用之憲兵新南營區土地規劃興建學習園區。
- 1997年1月，行政院核定公務人力發展中心園區新建工程興建計畫，人事行政局成立新建工程興建專案小組。
- 1997年4月，公務人力發展中心園區新建工程開工，其間暫時搬遷至臺北市富陽街臨時辦公處所。
- 2000年2月，行政院核定以委外經營模式辦理公務人力發展中心大樓設施營運管理業務。
- 2000年5月9日，公務人力發展中心大樓主體工程完工。
- 2000年6月21日，人事行政局與福華大飯店簽訂公務人力發展中心大樓委託經營契約。
- 2000年10月21日，公務人力發展中心園區正式落成啟用。
- 2001年1月1日，公務人力發展中心大樓以「福華國際文教會館」為名對外營運，人事行政局委託福華大飯店經營管理期限為2010年12月31日。
- 2009年7月31日，行政院公共工程委員會核定「公務人力發展中心大樓設施營運移轉案」。
- 2010年7月21日，人事行政局與福華大飯店簽訂公務人力發展中心大樓設施營運移轉契約。
- 2011年3月25日，公務人力發展中心大樓舉行重新開幕典禮，並依契約規定以「公務人力發展中心福華國際文教會館」為名對外營運。
- 2012年2月6日，人事行政局改組為行政院人事行政總處，公務人力發展中心隨之更名為「行政院人事行政總處公務人力發展中心」。
- 2017年7月7日，公務人力發展中心與行政院人事行政總處地方行政研習中心整併成立「行政院人事行政總處公務人力發展學院」，公務人力發展中心改為公務人力發展學院臺北院區，地方行政研習中心改為公務人力發展學院南投院區。

## 組織
- 主任
  - 副主任

業務單位
- 教務組
- 輔導組
- 研究組

內部單位
- 秘書室
- 主計室
- 人事室

## 外部連結
- 行政院人事行政總處公務人力發展中心（繁體中文）（英文）
- 公務人力發展中心福華國際文教會館 （页面存档备份，存于）（繁體中文）
- YouTube上的行政院人事行政總處公務人力發展中心頻道